# Pień jałowca w Kórniku

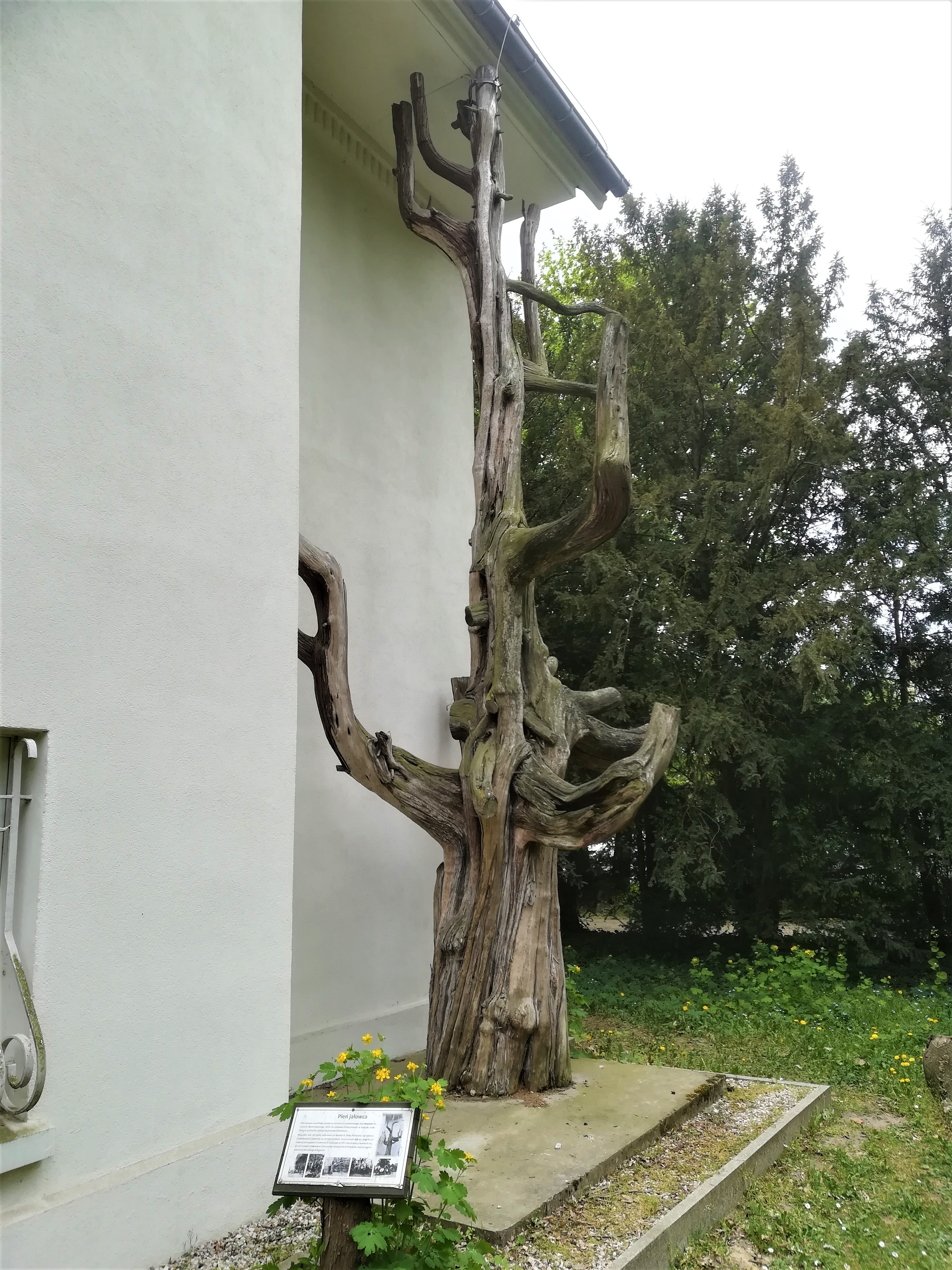
Widok ogólny pnia

Pień jałowca w Kórniku – martwy pień jałowca pospolitego (Juniperus communis) eksponowany na terenie Arboretum w Kórniku, bezpośrednio przy pawilonie parkowym.
Jałowiec pierwotnie rósł w Neplach koło Terespola i był jednym z najokazalszych przedstawicieli swojego gatunku na ziemiach polskich. W chwili zamarcia miał około trzysta lat, około trzy metry obwodu, trzynaście metrów wysokości i 95 cm średnicy pnia (na wysokości 1,3 metra). Jałowiec przewrócił się w trakcie dużej burzy, która miała miejsce 29 i 30 kwietnia 1957. Katastrofa wywołana była niezabezpieczeniem dużych konarów podporami. Po upadku przewieziono go zaprzęgiem konnym do Terespola, a stamtąd pociągiem do Kórnika, z przeznaczeniem dla muzeum dendrologicznego, które funkcjonowało wówczas w pawilonie parkowym. Obecnie pień eksponowany jest przy ścianie tego pawilonu.